# متغیر دلتا قیفاووسی

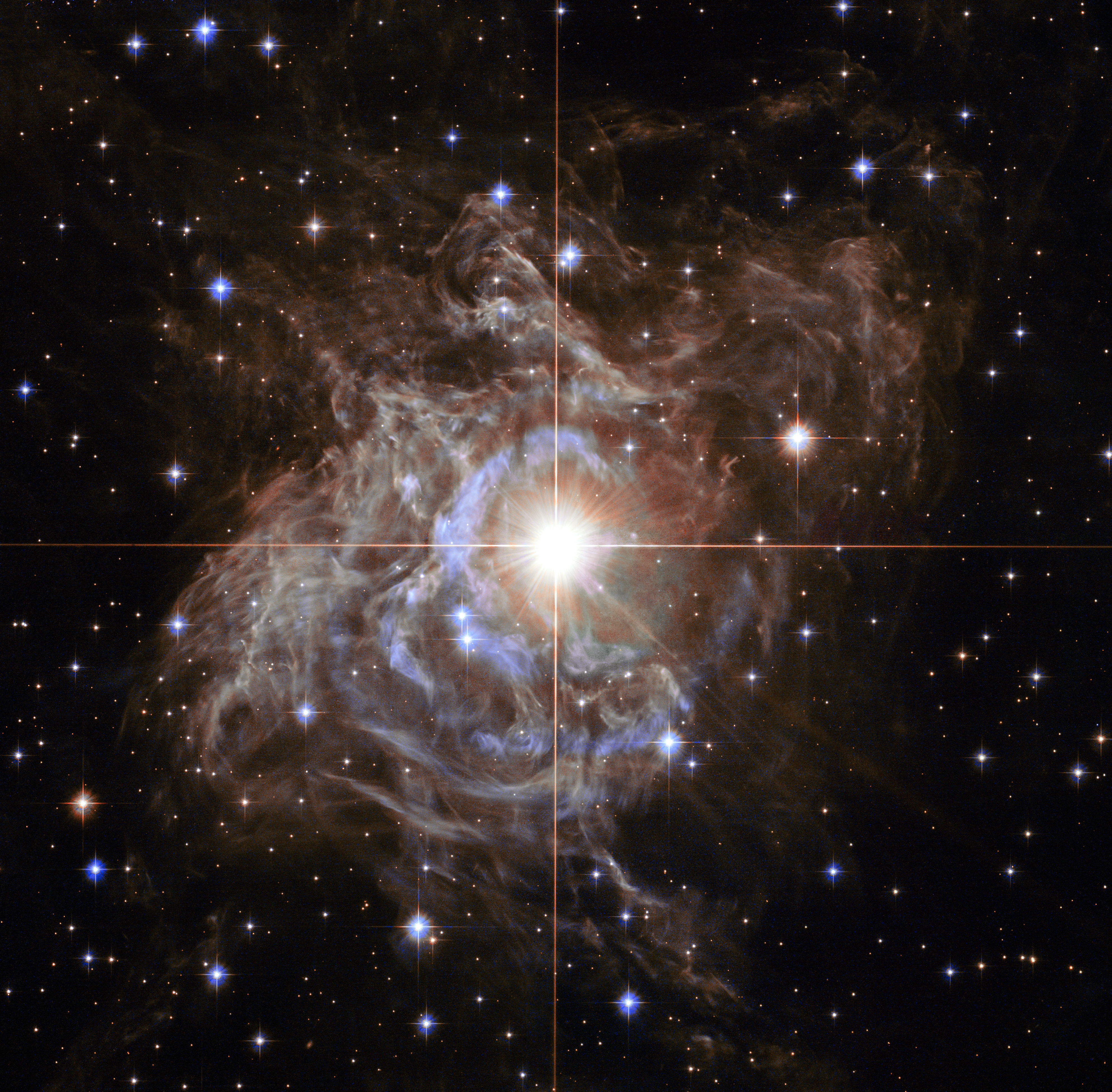
تصویر ثبت شده توسط تلسکوپ هابل از یک متغیر دلتا قیفاووسی

یک متغیر دلتا قیفاووسی به ستاره متغیری گفته می‌شود که در این کلاس قرار گرفته باشد. بین قدر مطلق و دوره تناوب نور این گروه ستارگان رابطه مشخصی وجود دارد. از این رو می‌توان به راحتی از طریق داشتن تناوب قدر ظاهری به قدر مطلق آن را رسید و از طریق مقایسه، فاصله این ستارگان را بدست آورد. این کار روشی معمول در اندازه‌گیری فاصله بین کهکشانی است.
محدوده دوره تناوب دلتا قیفاووسی‌های کلاسیک بین چند روز تا ماه‌ها است و شعاع آن‌ها تا چند میلیون کیلومتر (۳۰٪) تغییر می‌کند.
از لحاظ طیفی این گروه ستارگان در رده F۶ – K۲ قرار می‌گیرد. این ستارگان پنج تا بیست برابر خورشید جرم و تا ۳۰٬۰۰۰ برابر خورشید درخشندگی دارند.
به خاطر داشتن قدر مطلق زیاد این ستارگان معمولاً در خارج گروه محلی نیز دیده می‌شود. تلسکوپ فضایی هابل یک متغیر دلتا قیفاووسی را در ان جی سی ۴۶۰۳ یافت کرده‌است که این کهکشان ۱۰۰ میلیون سال نوری با زمین فاصله دارد.
فقط ۷۰۰ متغیر دلتا قیفاووسی کلاسیک در کهکشان راه شیری یافت شده‌اند  و چندهزار دلتا قیفاووسی نیز در خارج از کهکشان راه شیری یافت شده‌اند. 
معروف‌ترین مثال‌های آن: اتا دلو، ستاره قطبی  و دلتا قیفاووس هستند.